# یک بار دیگر (فیلم ۲۰۱۸)
یکبار دیگر (به زبان هندی: Phir Se) (به انگلیسی: Once Again) یک فیلم سینمایی هندی در ژانرعاشقانه محصول سال ۲۰۱۸ به کارگردانی کونال کوهلی و آجی بوهان ساخته شده‌است. در ابتدا برای اکران ۲۰۱۵ ساخته شد، این فیلم پس از ۳ سال انتظار پخش ویدئو نت‌فلیکس در سال ۲۰۱۸ منتشر شد. تریلر این فیلم در تاریخ ۷ آوریل ۲۰۱۵ منتشر شد ولی خود فیلم در سال ۲۰۱۸ منتشر شده‌است.

## خلاصه داستان
این فیلم یک زوج جدا شده را که در لندن زندگی می‌کنند را نشان می‌دهد و سعی می‌کند با عواقب زندگی آنها کنار بیاید.

## بازیگران
- کونال کوهلی به عنوان جی خانا[۴]
- جنیفر وینگت در نقش کاجال کاپور
- راجیت کاپور به عنوان کریش
- سومونا چاکراوارتی
- دالیپ تاهیل
- سوشمیتا موکرجی

## فیلمبرداری
این فیلم در سال ۲۰۱۴ در امریتسار و لندن فیلمبرداری شده‌است.
کونال کوهلی کارگردان فیلم در ۱۳ اکتبر ۲۰۱۴ پوستر سینمایی فیلم خود را توییت کرد. این اولین بار بود که هر گونه اطلاعاتی دربارهٔ این فیلم فاش شد.